# Àxel Torres
Axel Torres Xirau (Barcelona, 13 de marzo de 1983) es un periodista español, especializado en fútbol internacional. Trabaja en la plataforma televisiva Movistar+, donde comenta partidos destacados de los canales Movistar LaLiga y Movistar Liga de Campeones, además de participar como analista en otros programas como «La Casa del Fútbol» o «Noche de Champions», y copresentar «El Tercer Tiempo». 
En radio, es el principal analista en fútbol internacional de la cadena SER, en programas como «Carrusel Deportivo» o «El Larguero». Desempeñó esa labor en la cadena COPE (2000-2006), y posteriormente dentro de Unidad Editorial en Radio Marca (2006-2015), donde presentaba «Marcador Internacional». En prensa escrita, es analista y columnista en el diario AS.

## Biografía
Nació en Barcelona en 1983, pero ha vivido la mayor parte de su vida en Sabadell, ciudad a la que sigue vinculado. Estudió periodismo en la Universidad Autónoma de Barcelona. Es declarado seguidor del CE Sabadell y del Arsenal Football Club desde los tiempos de Arsène Wenger.

## Trayectoria

### COPE
Su trayectoria profesional empezó a los 17 años con colaboraciones en fútbol internacional para la cadena COPE, a raíz de unos informes que envió a la emisora de varios equipos extranjeros y de competiciones de categorías inferiores, que sorprendieron por su exhaustividad. En un principio, entraba en antena para hacer el análisis de los rivales extranjeros de los equipos españoles, debutando como comentarista el 12 de septiembre de 2000 en Tiempo de Juego, en la transmisión de un Sporting–Real Madrid, y al día siguiente desde el propio Camp Nou, de un Barcelona–Leeds, ambos correspondientes a la primera jornada de la Liga de Campeones.
Paulatinamente, fue ampliando su presencia en antena, interviniendo en boletines informativos y en todos los espacios de deportes de la cadena. Fue designado por el jefe de deportes José Antonio Abellán, y por el director de Tiempo de Juego Edu García, responsable del área de contenidos de fútbol internacional, cubriendo en su primer evento como enviado especial de la COPE, la final de Sevilla de la Copa UEFA 2003, y a nivel de selecciones, la Eurocopa de Portugal 2004 y el Mundial de Alemania 2006.
Durante esta etapa, creó su blog personal, «Planeta Axel», que posteriormente adaptaría a formato televisivo, narró partidos de Segunda B y Tercera División en la emisora local barcelonesa Ràdio Salut, y realizó colaboraciones en medios escritos como Público, o la revista de fútbol prémium Panenka.

### Radio Marca
En septiembre de 2006 cambió la COPE por Radio Marca. En la radio temática de Unidad Editorial, y en sinergia con el programa dirigido por Edu García «Marcador», condujo entre septiembre de 2007 y junio de 2015, «Marcador Internacional», espacio dedicado al análisis y a la retransmisión de partidos de competiciones foráneas.
En ese periodo puso en marcha junto a Toni Padilla y Raúl Fuentes el portal multimedia de fútbol internacional marcadorint.com, y en 2013 publicó su primer libro, «11 Ciudades», de la editorial Contra.

### Mediapro
Gol Televisión
En 2008 Àxel debuta en televisión, en el recién estrenado canal de pago de Mediapro, Gol Televisión (GolT). Fue comentarista de los partidos más destacados de las principales competiciones emitidas por el canal, y presentó durante siete temporadas su programa de reportajes de fútbol internacional «Planeta Axel», hasta la conversión del canal en julio de 2015, a beIN Sports España. La marca Gol, es desde junio de 2016, el canal nacional en abierto de Mediapro en la TDT. 
beIN Sports España
Con el lanzamiento en julio de 2015, de la filial española de la cadena beIN Sports –beIN Sports España, joint-venture entre Mediapro y la catarí Al Jazeera–, que se estrena con los derechos de transmisión de las dos competiciones continentales de clubes de la UEFA por el trienio 2015-2018,  Axel Torres continúa como periodista referencia de la cadena, presentando entre 2015 y 2018, el programa central de análisis y debate «El Club», emitido en torno a la medianoche. Además, durante el trienio 2016-2019, comentó el partido más destacado de cada jornada de Primera División, en las transmisiones del canal beIN LaLiga.

### Movistar+ y Prisa
Desde la temporada 2018/19, forma parte del equipo de deportes de Movistar+, tras hacerse Telefónica con los derechos de Liga de Campeones y Liga Europa, por el trienio 2018-2021, y del Campeonato Nacional de Liga en el periodo 2019-2022. En el canal Movistar Liga de Campeones, comenta partidos y es analista en previas y post, de las jornadas de las dos competiciones continentales. En el canal Movistar LaLiga, es comentarista junto a Jorge Valdano y al narrador José Sanchis, de uno de los dos partidos más destacados de la jornada, y analista en el programa de seguimiento y resumen de la jornada liguera, «La Casa del Fútbol».
En radio y prensa escrita, colabora con los medios de Prisa, cadena SER y diario AS. En la Cadena SER es desde septiembre de 2015, el principal especialista de fútbol internacional, interviniendo en programas como «Carrusel Deportivo» o «El Larguero». Desde septiembre de 2019, hace el análisis para el diario AS, de los rivales de clubes españoles o de la selección nacional, en partidos destacados.

### Podcast
Desde el año 2014 a la actualidad, realiza el podcast "El morning de Axel y Rulo" junto con el periodista catalán  Raúl Fuentes, en el que discurren sobre la actualidad del fútbol nacional e internacional de una manera informal y desenfadada. También dirige el podcast "AxelRoad".